# 星塵傳播
星尘传播（日語：スターダストプロモーション）是一家日本大型演艺经纪公司，总部位于东京的惠比寿。其旗下藝人以演員為主，另有負責經營女子偶像團體的星塵星球、以及經營男子偶像團體的EBiDAN两个部门；此外，還在大阪、名古屋、福岡、沖繩、仙台等地設置「營業所」做為地方分部，旗下藝人總數超過千人。

## 公司概要

### 演员及艺人部门
星尘传播演员及艺人部门所属的签约艺人中，绝大部分都是以演员身份活动，仅有野野村真、山口萌、梨花、SHELLY等少数艺人会以电视艺人的身份参与综艺节目的录制。因此在有部分表演工作较少的星尘传播艺人会吐槽“公司内部的演员会区分成‘（明星组）'和‘（尘埃组）’，但这在事实上是不存在的。
2014年，星尘传播以旗下艺能3部及青少年部的签约艺人为核心组建了类似AKB48体系的“雅趣少女剧团（少女劇団いとをかし）”。2015年，公司开始代理配音演员的经纪合约，并正式组建了声优部。2016年，为了挖掘更多女演员人才，星尘传播举办了面向日本及海外的“女演员甄选（女優オーディション）”活动。
星尘传播旗下的不少女演员具有出演NHK晨间剧的履历，例如：葵若菜在2017年主演了《笑天家》、永野芽郁在2018年主演了《半边蓝天》；这样的例子可以追溯到1990年代，岩崎裕美在1996年主演了《双胞胎》，竹内结子则在1999年主演了《明日香》。

### 歌手及偶像部门
星尘传播的创始人兼现任董事长细野义朗与Being的创始人长户大幸是好友关系。而Being于1990年代开始涉足音乐制作行业，坂井泉水（ZARD）、宇德敬子、KEY WEST CLUB、MANISH等Being所属歌手及乐队纷纷发行了各自的音乐作品。尽管当时常盘贵子尚未正式出道，但是她已经被列为Being的出道预备役了。

## 旗下公司
- 星尘音乐出版股份有限公司
  - 负责旗下艺人音乐作品的制作及版权管理等业务。
- 星尘影业股份有限公司（日语：株式会社スターダスト音楽出版）
  - 负责星尘传播及星尘音乐出版两家公司所属艺人参与电影、书籍、影片、现场等活动的演出企划及制作的授权。同时也是代表星尘集团旗下所有艺人参与表演和企划制作的公司。
- 星尘唱片股份有限公司
  - 负责星尘传播及星尘音乐出版两家公司所属部分艺人的音乐唱片出版及发行业务。
- 星尘网股份有限公司
  - 负责星尘集团网站及星尘旗下艺人粉丝俱乐部的运营管理业务。
- 星尘市场营销股份有限公司
  - 负责代理作者等文艺圈人士的经纪工作；负责星尘集团旗下艺人相关产品的开发；同时还负责明星猫和明星狗的经纪业务。
- 星尘互动股份有限公司
  - 负责星尘集团旗下男性艺人团体周边产品的开发与销售。
- 神奇风格股份有限公司
  - 负责星尘集团旗下女性艺人团体周边产品的开发与销售。

## 主要艺人

### 演员及艺人部门

#### 女演员
| - 葵若菜 - 秋田汐梨 - 新木优子 - 泉里香 - 大政绚 - 夏帆 - 月城かなと | - 北川景子 - 小松菜奈 - 坂井真纪 - 櫻井由紀 - 铃木惠美 - 高梨临 - 泷本美织 | - 田邊桃子 - 蒔田彩珠 - 常盘贵子 - 永野芽郁 - 中村由利佳 - 早见朱莉 - 本田翼 | - 松雪泰子 - 美村里江 - 本假屋唯香 - 森尾由美 - 森川葵 - 豐嶋花 - 星乃夢奈 |

#### 男演员
| - 青木崇高 - 市原隼人 - 内野圣阳 - 冈田将生 - 北村匠海 - 佐野勇斗 | - 洼田正孝 - 合田雅吏 - 椎名桔平 - 城桧吏 - 板垣李光人 - 仲野太贺 - 竹財輝之助 | - 中川大志 - 滨田岳 - 林遣都 - 本乡奏多 - 森崎温 - 西山潤 | - 柳乐优弥 - 山崎贤人 - 山田孝之 - 横滨流星 - 渡部笃郎 |

### 歌手及偶像部门
| - 桃色幸运草Z - 私立惠比寿中学 - 虎鱼组 - 超心動♡宣傳部 - 霸天少女隊 - 非凡東北產 - Amefurasshi - Ukka - LumiUnion - 星塵研究生 | - 超特急 - 樱花蘑菇 - M!LK - SUPER★DRAGON - ONE N' ONLY - 原因在自己 - BUDDiiS - ICEx - Lienel | - 首发KiDS - AMEZARI -RED STARS- - EDAMAME BEANS | - YUI - 前山田健一 - 橘子新乐园（业务合作） - GReeeeN（业务合作） - K - DISH// - 龍宮城 |